# Gets Me Through
Gets Me Through – singel brytyjskiego wokalisty i muzyka Ozzy’ego Osbourne’a, będący pierwszym z singli promujących wydany 16 października 2001 roku album Down to Earth. Został wydany w formacie CD i LP w 2001 roku w Austrii, Holandii, Australii oraz Stanach Zjednoczonych nakładem Epic Records.
Singel dotarł do 18. miejsca brytyjskiej listy przebojów, ponadto znalazł się na 2. miejscu notowania Mainstream Rock Tracks, publikowanego przez tygodnik Billboard. W zorganizowanym przez magazyn Metal Edge konkursie Readers’ Choice Awards 2001 zdobył nagrodę w kategorii „Music Video of the Year”.

## Opis
Tekst utworu „Gets Me Through” został napisany przez Ozzy’ego Osbourne’a w formie ironicznego listu otwartego do fanów, będącego małą parodią wizerunku wokalisty. Fani Ozzy’ego są głównym tematem utworu, gdyż „sprawiają, że może on przez to przejść” (ang. „Gets him through”). Utwór stanowił próbę oczyszczenia wizerunku Ozzy’ego. Artysta śpiewa w nim „Nie jestem antychrystem” (ang. „I’m not the anti-christ”), o bycie którym wielu ludzi przez lata go oskarżało.

## Teledysk
Teledysk do „Gets Me Through” został opublikowany 1 października 2001 roku w Stanach Zjednoczonych. Jego reżyserem był Jonas Åkerlund, zaś producentem firma P.A.R.. Trwa 5 minut, a w obsadzie oprócz Ozzy’ego Osbourne’a znaleźli się także współpracujący z nim muzycy: gitarzysta Zakk Wylde, basista Robert Trujillo i perkusista Mike Bordin. Oryginalna wersja teledysku zawierała obrazy ognia, krwi i zniszczeń. Po atakach terrorystycznych z 11 września 2001 roku telewizja MTV zaprzestała jego emisji. Ozzy stworzył więc nową, łagodniejszą wersję, z której usunięta została większość płomieni i zniszczeń.

## Lista utworów
Opracowano na podstawie materiału źródłowego.
Pierwsze promocyjne wydanie CD austriackie
| Nr | Tytuł utworu      | Długość |
| -- | ----------------- | ------- |
| 1. | „Gets Me Through” | 5:07    |

Wydanie CD austriackie z 24 września 2001 roku
| Nr | Tytuł utworu             | Długość |
| -- | ------------------------ | ------- |
| 1. | „Gets Me Through (Edit)” | 4:09    |
| 2. | „No Place For Angels”    | 3:34    |
| 3. | „Alive”                  | 4:54    |
|    |                          | 12:37   |

## Twórcy
Opracowano na podstawie materiału źródłowego.
Muzycy
- Ozzy Osbourne – wokal
- Zakk Wylde – gitara
- Robert Trujillo – gitara basowa
- Mike Bordin – perkusja

Produkcja
- Tim Palmer – produkcja muzyczna, miksowanie
- Mark Dearnley – inżynieria